# Orphnophanes ankarampotsyalis
Orphnophanes ankarampotsyalis is een vlinder van de familie van de grasmotten (Crambidae). De wetenschappelijke naam van deze soort is voor het eerst voorgesteld als Cataclysta ankarampotsyalis door Hubert Marion en Pierre Viette in een publicatie uit 1956.
De soort komt voor in Madagaskar.